# Condado de Siemiatycze
Condado de Siemiatycze (polaco: powiat siemiatycki) é um powiat (condado) da Polónia, na voivodia de Podláquia. A sede do condado é a cidade de Siemiatycze. Estende-se por uma área de 1459,58 km², com 49 006 habitantes, segundo os censos de 2005, com uma densidade 33,58 hab/km².

## Divisões admistrativas
O condado possui:
Comunas urbana-rurais: Drohiczyn
Comunas rurais: Dziadkowice, Grodzisk, Mielnik, Milejczyce, Nurzec-Stacja, Perlejewo, Siemiatycze
Cidades: Siemiatycze, Drohiczyn

## Demografia
População (dados de 30 de Junho de 2005):
|          | Total   | Total | Mulheres | Mulheres | Homens  | Homens |
| -------- | ------- | ----- | -------- | -------- | ------- | ------ |
|          | pessoas | %     | pessoas  | %        | pessoas | %      |
| Total    | 49 006  | 100   | 24 811   | 50,6     | 24 195  | 49,4   |
| Cidades  | 17 309  | 100   | 8985     | 51,9     | 8324    | 48,1   |
| Povoados | 31 697  | 100   | 15 826   | 49,9     | 15 871  | 50,1   |